# Campionato Europeo Velocità 1992
Il campionato Europeo Velocità 1992 è stato la dodicesima edizione della competizione motociclistica Europea.

## Stagione
La conformazione del campionato rimane uguale a quella della stagione precedente ed è così compostaː le due classi di moto a due tempi 125 e 250, le derivate dalla serie Superbike e Supersport, oltre al torneo riservato ai sidecar.
Nella classe 125 lo spagnolo Juan Bautista Borja, su Honda, vince le prime tre gare conquistando un margine di tredici punti di margine su Lucio Cecchinello, su Aprilia, vincente nell'ultima gara stagionale a Monza. Terzo, leggermente più staccato sebbene vincente in due occasioni, si classifica Manfred Baumann su Honda. Nella classe 250 Luis Carlos Maurel, su Aprilia, sale sul podio in tutte le gare previste vincendone quattro, chiude così con un margine di cinquanta punti sul compagno di marca Massimo Pennacchioli, vincitore ad Hockenheim. Terzo Laurent Naveau, su Yamaha, a soli due punti da Pennacchioli, e vincente nella gara di casa a Spa-Francorchamps.
La terza edizione della Supersport vede prevalere la casa motociclistica Honda che monopolizza tutti i posti sul podio e le prime posizioni in classificaː il primo pilota con una altra motocicletta, Ernesto Gómez su Yamaha, chiude diciannovesimo. Il titolo europeo va al tedesco Stefan Scheschowitsch che, con tre vittorie stagionali, sopravanza di quattordici punti l'italiano Antonio Calasso, vincitore a Monza. Al terzo posto si classifica Pere Riba, vincitore di due gare. La categoria Superbike in questa stagione gareggia in concomitanza con il mondiale Superbike; le gare in territorio europeo di quest'ultimo sono valide anche per il campionato europeo con due classifiche a punti separate e, in base al piazzamento raggiunto, la possibilità per i piloti di ottenere punti nella stessa gara per entrambe le classifiche. Inoltre, per questa stagione, vale la regola degli scarti, ossia vengono presi in considerazione solo i migliori dieci risultati (su un totale di diciotto prove). Il titolo va a Daniel Amatriaín su Ducati. Amatriaín si impone in sette occasioni e chiude con ampio margine sull'italiano Piergiorgio Bontempi, su Kawasaki, vincitore di tre prove sul finale di stagione. Al terzo posto si classifica Christer Lindholm, su Yamaha, già vice-campione nel 1991.
Nei sidecar la coppia composta da Gary Knight e Malcom Jackson, su Windle-Krauser, conquista il titolo continentale vincendo tre delle quattro gare disputate e con un margine di quasi trenta punti sulla coppia composta da Roger Body e Andy Peach. Al terzo posto si classifica l'equipaggio composto da Gary Thomas e Rinie Bettgens.

## Calendario
| Data              | Nazione     | Circuito   | Vincitori           | Vincitori            | Vincitori             | Vincitori                    |
| Data              | Nazione     | Circuito   | classe 125          | classe 250           | Supersport            | classe sidecar               |
| ----------------- | ----------- | ---------- | ------------------- | -------------------- | --------------------- | ---------------------------- |
| 8 marzo 1992      | Spagna      | Jerez      | Juan Bautista Borja | Luis Carlos Maurel   | Pere Riba             | -                            |
| 12 aprile 1992    | Irlanda     | Kirkistown | Juan Bautista Borja | Ian Newton           | Stefan Scheschowitsch | Gary Knight-Malcolm Jackson  |
| 19 aprile 1992    | Regno Unito | Donington  | Juan Bautista Borja | Luis Carlos Maurel   | Rachel Nicotte        | -                            |
| 10 maggio 1992    | Germania    | Hockenheim | Luigi Ancona        | Massimo Pennacchioli | -                     | Gary Knight-Malcolm Jackson  |
| 24 maggio 1992    | Belgio      | Spa        | Manfred Baumann     | Laurent Naveau       | Stefan Scheschowitsch | -                            |
| 31 maggio 1992    | Austria     | Salzburg   | -                   | Luis Carlos Maurel   | Stefan Scheschowitsch | Barry Smith-Trevor Hopkinson |
| 26 giugno 1992    | Paesi Bassi | Assen      | Luigi Ancona        | Luis Carlos Maurel   | Pere Riba             | Gary Knight-Malcolm Jackson  |
| 13 settembre 1992 | Paesi Bassi | Assen      | Manfred Baumann     | -                    | -                     | -                            |
| 4 ottobre 1992    | Italia      | Monza      | Lucio Cecchinello   | -                    | Antonio Calasso       | -                            |

## Sistema di punteggio
| Pos.  | 1  | 2  | 3  | 4  | 5  | 6  | 7 | 8 | 9 | 10 | 11 | 12 | 13 | 14 | 15 | 16 > |
| ----- | -- | -- | -- | -- | -- | -- | - | - | - | -- | -- | -- | -- | -- | -- | ---- |
| Punti | 20 | 17 | 15 | 13 | 11 | 10 | 9 | 8 | 7 | 6  | 5  | 4  | 3  | 2  | 1  | 0    |

## Le classi

### Classe 125
Fonte:
| Pos. | Pilota                  | Moto     | Spagna (bandiera) | Irlanda (bandiera) | Regno Unito (bandiera) | Germania (bandiera) | Belgio (bandiera) | Paesi Bassi (bandiera) | Paesi Bassi (bandiera) | Italia (bandiera) | P.ti |
| ---- | ----------------------- | -------- | ----------------- | ------------------ | ---------------------- | ------------------- | ----------------- | ---------------------- | ---------------------- | ----------------- | ---- |
| 1    | Juan Bautista Borja     | Honda    | 1                 | 1                  | 1                      | -                   | -                 | 4                      | 3                      | 5                 | 99   |
| 2    | Lucio Cecchinello       | Aprilia  | 6                 | 3                  | -                      | 9                   | 2                 | 2                      | -                      | 1                 | 86   |
| 3    | Manfred Baumann         | Honda    | 8                 | -                  | 9                      | -                   | 1                 | 7                      | 1                      | 6                 | 74   |
| 4    | Luigi Ancona            | Aprilia  | -                 | 4                  | -                      | 1                   | -                 | 1                      | -                      | -                 | 70   |
| 5    | Serafino Foti           | Honda    | 4                 | 2                  | 2                      | -                   | -                 | -                      | 7                      | 10                | 62   |
| 6    | Stefan Kurfiss          | Honda    | 15                | 6                  | -                      | 4                   | 3                 | 3                      | -                      | 8                 | 62   |
| 7    | Emilio Alzamora         | Honda    | 10                | 9                  | -                      | 12                  | 8                 | 12                     | 4                      | 2                 | 59   |
| 8    | Carlos Checa            | Honda    | -                 | 7                  | 5                      | 10                  | 4                 | 10                     | -                      | -                 | 45   |
| 9    | Rob Orme                | Honda    | -                 | -                  | 3                      | 2                   | -                 | -                      | -                      | -                 | 32   |
| 10   | Hans Koopman            | Honda    | -                 | -                  | -                      | 6                   | 5                 | -                      | -                      | 7                 | 30   |
| 11   | Jos van Dongen          | Honda    | 5                 | -                  | 8                      | 14                  | -                 | -                      | 11                     | -                 | 26   |
| 12   | Che Manolo Omarini      | Honda    | -                 | -                  | -                      | 3                   | 14                | -                      | -                      | 11                | 22   |
| 13   | Robert Dunlop           | Honda    | 7                 | -                  | 4                      | -                   | -                 | -                      | -                      | -                 | 22   |
| 14   | Adrie Nijenhuis         | Honda    | -                 | -                  | -                      | -                   | -                 | 6                      | 5                      | -                 | 21   |
| 15   | José Luis Rabadán       | JJ Cobas | 3                 | -                  | -                      | -                   | -                 | -                      | 12                     | -                 | 19   |
| 16   | Paolo Caprilolo         | Honda    | 13                | 5                  | 12                     | -                   | -                 | -                      | -                      | -                 | 18   |
| 17   | José Luis Cardoso       | JJ Cobas | 2                 | -                  | -                      | -                   | -                 | -                      | -                      | -                 | 17   |
| 18   | Alessandro De Carli     | Honda    | -                 | -                  | -                      | 5                   | 10                | -                      | -                      | -                 | 17   |
| 19   | Simone Giannecchini     | Honda    | -                 | -                  | -                      | -                   | -                 | -                      | -                      | 3                 | 15   |
| 20   | Aldo Brenna             | Honda    | -                 | -                  | -                      | -                   | -                 | -                      | -                      | 4                 | 13   |
| 21   | Emilio García           | Honda    | 14                | -                  | -                      | -                   | -                 | 5                      | -                      | -                 | 13   |
| 22   | Håkan Olsson            | Rotax    | -                 | 15                 | -                      | 7                   | -                 | 13                     | -                      | -                 | 13   |
| 23   | Ivan Tschudin           | Honda    | -                 | -                  | 10                     | -                   | 9                 | -                      | -                      | -                 | 13   |
| 24   | Paolo Aicardi           | Honda    | -                 | -                  | 14                     | -                   | 12                | -                      | 10                     | -                 | 12   |
| 25   | Henrik Rasmussen        | Yamaha   | -                 | -                  | -                      | 11                  | -                 | 11                     | 15                     | -                 | 11   |
| 26   | Neil Hodgson            | Honda    | -                 | -                  | 6                      | -                   | -                 | -                      | -                      | -                 | 10   |
| -    | Alain Kempener          | Honda    | -                 | -                  | -                      | -                   | 6                 | -                      | -                      | -                 | 10   |
| -    | Aki Ajo                 | Honda    | -                 | -                  | -                      | -                   | -                 | -                      | 6                      | -                 | 10   |
| 29   | Sven Dolenc             | Rotax    | -                 | -                  | -                      | -                   | 7                 | 15                     | -                      | -                 | 10   |
| 30   | Roberto Sassone         | Honda    | -                 | 14                 | -                      | 8                   | -                 | -                      | -                      | -                 | 10   |
| 31   | Ron Reniers             | Honda    | -                 | 11                 | 13                     | -                   | -                 | -                      | 14                     | -                 | 10   |
| 32   | Gérard Rolland-Piègue   | Honda    | -                 | -                  | 7                      | -                   | -                 | -                      | -                      | -                 | 9    |
| 33   | Oliver Kohlinger        | Honda    | -                 | -                  | -                      | 15                  | -                 | -                      | 8                      | -                 | 9    |
| 34   | Ramón Roses             | Honda    | -                 | 8                  | -                      | -                   | -                 | -                      | -                      | -                 | 8    |
| -    | Bert Smit               | Honda    | -                 | -                  | -                      | -                   | -                 | 8                      | -                      | -                 | 8    |
| 36   | Eugenio Moncayo         | Honda    | 9                 | -                  | -                      | -                   | -                 | -                      | -                      | -                 | 7    |
| -    | Henri Sala              | Aprilia  | -                 | -                  | -                      | -                   | -                 | 9                      | -                      | -                 | 7    |
| -    | Herman Scherpen         | Honda    | -                 | -                  | -                      | -                   | -                 | -                      | 9                      | -                 | 7    |
| -    | Fabio Colombo           | Honda    | -                 | -                  | -                      | -                   | -                 | -                      | -                      | 9                 | 7    |
| 40   | Jeremy McWilliams       | Honda    | -                 | 10                 | -                      | -                   | -                 | -                      | -                      | -                 | 6    |
| 41   | Kristian Kaas           | Honda    | 11                | -                  | -                      | -                   | -                 | -                      | -                      | -                 | 5    |
| -    | Alan Patterson          | Honda    | -                 | -                  | 11                     | -                   | -                 | -                      | -                      | -                 | 5    |
| -    | Robert Zeyen            | Honda    | -                 | -                  | -                      | -                   | 11                | -                      | -                      | -                 | 5    |
| 44   | Livio Bellone           | Aprilia  | -                 | -                  | -                      | -                   | 13                | 14                     | -                      | -                 | 5    |
| 45   | Robert Düss             | Honda    | 12                | -                  | -                      | -                   | -                 | -                      | -                      | -                 | 4    |
| -    | Marc Fissette           | Honda    | -                 | 12                 | -                      | -                   | -                 | -                      | -                      | -                 | 4    |
| -    | Gregor Gorec            | Honda    | -                 | -                  | -                      | -                   | -                 | -                      | -                      | 12                | 4    |
| 48   | Luciano Fabiani         | Honda    | -                 | 13                 | -                      | -                   | -                 | -                      | -                      | -                 | 3    |
| -    | Armin Fischer           | JJ Cobas | -                 | -                  | -                      | 13                  | -                 | -                      | -                      | -                 | 3    |
| -    | Stuart Nicholls         | Honda    | -                 | -                  | -                      | -                   | -                 | -                      | 13                     | -                 | 3    |
| -    | Fabrizio Degli Espositi | Honda    | -                 | -                  | -                      | -                   | -                 | -                      | -                      | 13                | 3    |
| 52   | Maurizio Cucchiarini    | Honda    | -                 | -                  | -                      | -                   | -                 | -                      | -                      | 14                | 2    |
| 53   | Barry Stanley           | Honda    | -                 | -                  | 15                     | -                   | -                 | -                      | -                      | -                 | 1    |
| -    | Serge Julin             | Honda    | -                 | -                  | -                      | -                   | 15                | -                      | -                      | -                 | 1    |
| -    | Massimo Pennacchioli    | Aprilia  | -                 | -                  | -                      | -                   | -                 | -                      | -                      | 15                | 1    |
| Pos. | Pilota                  | Moto     | Spagna (bandiera) | Irlanda (bandiera) | Regno Unito (bandiera) | Germania (bandiera) | Belgio (bandiera) | Paesi Bassi (bandiera) | Paesi Bassi (bandiera) | Italia (bandiera) | P.ti |

| Legenda | 1º posto        | 2º posto            | 3º posto           | A punti      | Senza punti        | Grassetto – Pole position Corsivo – Giro più veloce |
| Legenda | Gara non valida | Non qual./Non part. | Ritirato/Non class | Squalificato | '-' Dato non disp. | Grassetto – Pole position Corsivo – Giro più veloce |

### Classe 250
Fonte:
| Pos. | Pilota                 | Moto    | Spagna (bandiera) | Irlanda (bandiera) | Regno Unito (bandiera) | Germania (bandiera) | Belgio (bandiera) | Austria (bandiera) | Paesi Bassi (bandiera) | P.ti |
| ---- | ---------------------- | ------- | ----------------- | ------------------ | ---------------------- | ------------------- | ----------------- | ------------------ | ---------------------- | ---- |
| 1    | Luis Carlos Maurel     | Aprilia | 1                 | 3                  | 1                      | 2                   | 2                 | 1                  | 1                      | 129  |
| 2    | Massimo Pennacchioli   | Aprilia | 3                 | 2                  | 6                      | 1                   | -                 | 2                  | -                      | 79   |
| 3    | Laurent Naveau         | Yamaha  | -                 | 8                  | 5                      | 7                   | 1                 | 6                  | 2                      | 75   |
| 4    | Ian Newton             | Aprilia | 4                 | 1                  | 2                      | -                   | 11                | -                  | -                      | 55   |
| 5    | Marc Garcia            | Yamaha  | -                 | 5                  | 10                     | 15                  | 8                 | 5                  | 3                      | 52   |
| 6    | Jean Foray             | Yamaha  | 9                 | 4                  | -                      | 10                  | 12                | 7                  | 12                     | 43   |
| 7    | Bernard Garcia         | Yamaha  | 12                | -                  | 7                      | 3                   | -                 | -                  | 4                      | 41   |
| 8    | Oscar Sainz            | Aprilia | 2                 | -                  | -                      | 8                   | 3                 | -                  | -                      | 40   |
| 9    | Christian Boudinot     | Aprilia | 8                 | -                  | 4                      | 4                   | -                 | -                  | 15                     | 35   |
| 10   | Enrique De Juan, Jr.   | Yamaha  | 5                 | -                  | 9                      | -                   | -                 | 4                  | 14                     | 33   |
| 11   | Jeremy McWilliams      | Yamaha  | -                 | 6                  | 3                      | -                   | -                 | -                  | 9                      | 32   |
| 12   | Alex Sirera            | Yamaha  | 6                 | -                  | 14                     | -                   | -                 | 12                 | 6                      | 26   |
| 13   | José Kuhn              | Honda   | -                 | 10                 | 15                     | -                   | 4                 | 11                 | -                      | 25   |
| 14   | Volker Bähr            | Honda   | 14                | -                  | -                      | 5                   | 15                | -                  | 8                      | 22   |
| 15   | William Costes         | Yamaha  | -                 | 13                 | -                      | -                   | -                 | 9                  | 7                      | 19   |
| 16   | Miguel Angel Castilla  | Yamaha  | -                 | 14                 | -                      | 14                  | 10                | 10                 | 13                     | 19   |
| 17   | Evren Bischoff         | Aprilia | -                 | 9                  | -                      | -                   | -                 | -                  | 5                      | 18   |
| 18   | Jörg Seel              | Honda   | 15                | -                  | -                      | 9                   | 6                 | -                  | -                      | 18   |
| 19   | Francesco Bastianini   | Aprilia | 7                 | -                  | -                      | -                   | -                 | 13                 | 10                     | 18   |
| 20   | Hannes Maxwald         | Yamaha  | -                 | -                  | -                      | -                   | -                 | 3                  | -                      | 15   |
| 21   | Riccardo Ascone        | Aprilia | -                 | -                  | -                      | 6                   | -                 | -                  | 11                     | 15   |
| 22   | Beni Metzger           | Yamaha  | -                 | 12                 | 12                     | -                   | 9                 | -                  | -                      | 15   |
| 23   | Siegfried Minich       | Yamaha  | -                 | -                  | -                      | -                   | 5                 | -                  | -                      | 11   |
| 24   | Nigel Bosworth         | Yamaha  | 13                | -                  | 8                      | -                   | -                 | -                  | -                      | 11   |
| 25   | Michele Gallina        | Yamaha  | -                 | 7                  | -                      | -                   | -                 | -                  | -                      | 9    |
| -    | Michael Schulten       | Rotax   | -                 | -                  | -                      | -                   | 7                 | -                  | -                      | 9    |
| 27   | Woolsey Coulter        | Honda   | 10                | -                  | 13                     | -                   | -                 | -                  | -                      | 9    |
| 28   | David Vásquez          | Aprilia | -                 | -                  | -                      | -                   | -                 | 8                  | -                      | 8    |
| 29   | Paul Brown             | Yamaha  | 11                | -                  | -                      | -                   | -                 | -                  | -                      | 5    |
| -    | Steve Sawford          | Yamaha  | -                 | 11                 | -                      | -                   | -                 | -                  | -                      | 5    |
| -    | David Heal             | Yamaha  | -                 | -                  | 11                     | -                   | -                 | -                  | -                      | 5    |
| -    | Rolf Amman             | Yamaha  | -                 | -                  | -                      | 11                  | -                 | -                  | -                      | 5    |
| 33   | Pierre-André Fontannaz | Aprilia | -                 | -                  | -                      | 12                  | -                 | -                  | -                      | 4    |
| 34   | Peter Koller           | Honda   | -                 | -                  | -                      | 13                  | -                 | -                  | -                      | 3    |
| -    | Rainer Braunweiler     | Yamaha  | -                 | -                  | -                      | -                   | 13                | -                  | -                      | 3    |
| 36   | Stefan Steiner         | Yamaha  | -                 | -                  | -                      | -                   | 14                | -                  | -                      | 2    |
| -    | Sete Gibernau          | Yamaha  | -                 | -                  | -                      | -                   | -                 | 14                 | -                      | 2    |
| 38   | Yoshinari Hori         | Honda   | -                 | 15                 | -                      | -                   | -                 | -                  | -                      | 1    |
| -    | Angelo Teta            | Yamaha  | -                 | -                  | -                      | -                   | -                 | 15                 | -                      | 1    |
| Pos. | Pilota                 | Moto    | Spagna (bandiera) | Irlanda (bandiera) | Regno Unito (bandiera) | Germania (bandiera) | Belgio (bandiera) | Austria (bandiera) | Paesi Bassi (bandiera) | P.ti |

| Legenda | 1º posto        | 2º posto            | 3º posto           | A punti      | Senza punti        | Grassetto – Pole position Corsivo – Giro più veloce |
| Legenda | Gara non valida | Non qual./Non part. | Ritirato/Non class | Squalificato | '-' Dato non disp. | Grassetto – Pole position Corsivo – Giro più veloce |

### Supersport
Fonte:
| Pos. | Pilota                   | Moto   | Spagna (bandiera) | Irlanda (bandiera) | Regno Unito (bandiera) | Belgio (bandiera) | Austria (bandiera) | Paesi Bassi (bandiera) | Italia (bandiera) | P.ti |
| ---- | ------------------------ | ------ | ----------------- | ------------------ | ---------------------- | ----------------- | ------------------ | ---------------------- | ----------------- | ---- |
| 1    | Stefan Scheschowitsch    | Honda  | 5                 | 1                  | 2                      | 1                 | 1                  | 3                      | -                 | 103  |
| 2    | Antonio Calasso          | Honda  | 2                 | 7                  | 5                      | 14                | 4                  | 2                      | 1                 | 89   |
| 3    | Pere Riba                | Honda  | 1                 | -                  | -                      | 3                 | 3                  | 1                      | 2                 | 87   |
| 4    | Rodrigo Mut              | Honda  | 8                 | 9                  | 4                      | 4                 | 9                  | -                      | -                 | 57   |
| 5    | Rachel Nicotte           | Honda  | -                 | -                  | 1                      | 2                 | -                  | -                      | 5                 | 48   |
| 6    | Joaquin Escoda           | Honda  | -                 | 4                  | 15                     | 5                 | 6                  | -                      | 6                 | 45   |
| 7    | Christian Zwedorn        | Honda  | -                 | 5                  | -                      | -                 | 2                  | 5                      | -                 | 39   |
| 8    | Ricardo Suárez           | Honda  | 3                 | -                  | 3                      | -                 | 14                 | 11                     | -                 | 37   |
| 9    | Gianmaria Liverani       | Honda  | -                 | 14                 | 8                      | 10                | 5                  | 9                      | -                 | 34   |
| 10   | Lars Bosson              | Honda  | 11                | 10                 | 6                      | 9                 | -                  | 10                     | -                 | 34   |
| 11   | Josep Volta              | Honda  | 6                 | 8                  | -                      | 12                | 13                 | 8                      | -                 | 33   |
| 12   | Antonio Pallizzi         | Honda  | -                 | -                  | 7                      | -                 | 7                  | 6                      | -                 | 28   |
| 13   | Massimiliano De Giovanni | Honda  | 14                | -                  | -                      | 15                | 8                  | -                      | 3                 | 26   |
| 14   | Alfred Grossauer         | Honda  | 9                 | -                  | 13                     | 8                 | 10                 | -                      | -                 | 24   |
| 15   | Peter Haug               | Honda  | -                 | -                  | -                      | 6                 | -                  | -                      | 7                 | 19   |
| 16   | Francisco Padro          | Honda  | -                 | 6                  | -                      | -                 | -                  | -                      | 8                 | 18   |
| 17   | Derek Young              | Honda  | -                 | 2                  | -                      | -                 | -                  | -                      | -                 | 17   |
| 18   | Ian King                 | Honda  | -                 | 3                  | -                      | -                 | -                  | -                      | -                 | 15   |
| 19   | Ernesto Gómez            | Yamaha | 4                 | -                  | -                      | -                 | -                  | -                      | -                 | 13   |
| -    | Phil Borley              | Honda  | -                 | -                  | -                      | -                 | -                  | 4                      | -                 | 13   |
| -    | Viscardo Zanella         | Honda  | -                 | -                  | -                      | -                 | -                  | -                      | 4                 | 13   |
| 22   | Michael Eberle           | Honda  | -                 | 12                 | -                      | 7                 | -                  | -                      | -                 | 13   |
| 23   | Gilles Riva              | Honda  | 13                | -                  | 9                      | -                 | -                  | 14                     | -                 | 12   |
| 24   | Vincenç Santolaya        | Honda  | 10                | -                  | 12                     | -                 | -                  | -                      | -                 | 10   |
| -    | Lars De Jorge            | Honda  | -                 | -                  | 10                     | -                 | 12                 | -                      | -                 | 10   |
| 26   | Rafael Rodríguez         | Yamaha | 7                 | -                  | -                      | -                 | -                  | -                      | -                 | 9    |
| 27   | Jorge Calabuig           | Honda  | 15                | -                  | -                      | -                 | -                  | 12                     | 13                | 8    |
| 28   | Ramón Criado             | Honda  | -                 | -                  | -                      | -                 | -                  | -                      | 9                 | 7    |
| 29   | Eric Maillard            | Honda  | -                 | -                  | -                      | -                 | -                  | -                      | 10                | 6    |
| 30   | Vincenzo De Marco        | Bimota | -                 | 11                 | -                      | -                 | -                  | -                      | -                 | 5    |
| -    | Martin Johansson         | Honda  | -                 | -                  | 11                     | -                 | -                  | -                      | -                 | 5    |
| -    | Michaël Paquay           | Honda  | -                 | -                  | -                      | 11                | -                  | -                      | -                 | 5    |
| -    | Mauro Mastrelli          | Honda  | -                 | -                  | -                      | -                 | 11                 | -                      | -                 | 5    |
| -    | Gilberto Gambelli        | Honda  | -                 | -                  | -                      | -                 | -                  | -                      | 11                | 5    |
| 35   | José Ferrara             | Honda  | 12                | -                  | -                      | -                 | -                  | -                      | -                 | 4    |
| -    | Gerhard Lindner          | Honda  | -                 | -                  | -                      | -                 | -                  | -                      | 12                | 4    |
| 37   | Jürg Käppeli             | Honda  | -                 | 13                 | -                      | -                 | -                  | -                      | -                 | 3    |
| -    | Hugues Blanc             | Honda  | -                 | -                  | -                      | 13                | -                  | -                      | -                 | 3    |
| -    | Johnny Nordberg          | Yamaha | -                 | -                  | -                      | -                 | -                  | 13                     | -                 | 3    |
| 40   | Thomas Schwing           | Honda  | -                 | 15                 | 14                     | -                 | -                  | -                      | -                 | 3    |
| -    | Roger Karlsson           | Honda  | -                 | -                  | -                      | -                 | -                  | 15                     | 14                | 3    |
| 42   | Karl Lindinger           | Honda  | -                 | -                  | -                      | -                 | 15                 | -                      | -                 | 1    |
| -    | Alain Schorderet         | Honda  | -                 | -                  | -                      | -                 | -                  | -                      | 15                | 1    |
| Pos. | Pilota                   | Moto   | Spagna (bandiera) | Irlanda (bandiera) | Regno Unito (bandiera) | Belgio (bandiera) | Austria (bandiera) | Paesi Bassi (bandiera) | Italia (bandiera) | P.ti |

| Legenda | 1º posto        | 2º posto            | 3º posto           | A punti      | Senza punti        | Grassetto – Pole position Corsivo – Giro più veloce |
| Legenda | Gara non valida | Non qual./Non part. | Ritirato/Non class | Squalificato | '-' Dato non disp. | Grassetto – Pole position Corsivo – Giro più veloce |

### Superbike
Fonte:
Nel calcolo della classifica vengono considerati solo i migliori dieci piazzamenti stagionali.

#### Prime cinque posizioni
| Pos. | Pilota               | Moto     |     |     |   |     |     |     |   |     |   |     |   |     |   |   |   |     |   |   | P.ti      |
| ---- | -------------------- | -------- | --- | --- | - | --- | --- | --- | - | --- | - | --- | - | --- | - | - | - | --- | - | - | --------- |
| 1    | Daniel Amatriaín     | Ducati   | 1   | 1   | 5 | 2   | 3   | Rit | 1 | 2   | 1 | Rit | 1 | 1   | 2 | 2 | 4 | 1   | 3 | 3 | 191 (277) |
| 2    | Piergiorgio Bontempi | Kawasaki | Rit | Rit | 9 | Rit | 4   | 12  | 8 | 3   | 4 | 4   | 5 | Rit | 5 | 4 | 1 | Rit | 1 | 1 | 149 (168) |
| 3    | Christer Lindholm    | Yamaha   | 4   | 6   | 8 | 6   | 10  | 9   | 6 | 5   | 2 | 2   | 9 | 9   | 4 | 3 | 3 | Rit |   |   | 131 (166) |
| 4    | Jeffry de Vries      | Yamaha   | 7   | Rit | 7 | 9   | Rit | 10  | 5 | 4   | 9 | Rit | 4 | 2   | 8 | 5 | 6 | Rit |   |   | 108 (121) |
| 5    | Andreas Hofmann      | Kawasaki | 6   | 7   |   |     | 2   | 2   | 2 | Rit |   |     |   |     | 7 | 6 | 7 | Rit |   |   | 98        |
| Pos. | Pilota               | Moto     |     |     |   |     |     |     |   |     |   |     |   |     |   |   |   |     |   |   | P.ti      |

| Legenda | 1º posto        | 2º posto            | 3º posto           | A punti      | Senza punti        | Grassetto – Pole position Corsivo – Giro più veloce |
| Legenda | Gara non valida | Non qual./Non part. | Ritirato/Non class | Squalificato | '-' Dato non disp. | Grassetto – Pole position Corsivo – Giro più veloce |

### Classe sidecar
Fonte:
Nella tabella sottostanteː
- Sono indicati i primi dieci equipaggi classificati.
- Dove non indicata la nazionalità del passeggero si intende uguale a quella del pilota.

| Pos. | Pilota                                     | Moto           | Irlanda (bandiera) | Germania (bandiera) | Austria (bandiera) | Paesi Bassi (bandiera) | P.ti |
| ---- | ------------------------------------------ | -------------- | ------------------ | ------------------- | ------------------ | ---------------------- | ---- |
| 1    | Gary Knight - Malcolm Jackson              | Windle-Krauser | 1                  | 1                   | 3                  | 1                      | 75   |
| 2    | Roger Body - Andy Peach                    | LCR-Krauser    | 10                 | 3                   | 5                  | 3                      | 47   |
| 3    | Gary Thomas - Rinie Bettgens               | LCR-Krauser    | -                  | 2                   | 6                  | 4                      | 40   |
| 4    | Barry Smith - Trevor Hopkinson             | Windle-ADM     | -                  | -                   | 1                  | 2                      | 37   |
| 5    | Barry Laidlow - Kevin Morgan/Ruth Clements | LCR-JPX        | 7                  | 7                   | 9                  | 10                     | 31   |
| 6    | Kenny Howles - Phillip Coombes             | Ireson-Krauser | 4                  | 9                   | -                  | 6                      | 30   |
| 7    | Clive Stirrat - Tony Strevens              | LCR-JPX        | 5                  | -                   | 4                  | -                      | 24   |
| 8    | Harry Smit - Ted de Rijk                   | LCR-Krauser    | 6                  | 4                   | -                  | -                      | 23   |
| 9    | Brian Gray - Ruth Clements/Steve Pionter   | LCR-ADM        | 11                 | -                   | 2                  | -                      | 22   |
| 10   | Benny Janssen - Frans-Geurts van Kessel    | LCR-Krauser    | -                  | 10                  | 10                 | 7                      | 21   |
| Pos. | Pilota                                     | Moto           | Irlanda (bandiera) | Germania (bandiera) | Austria (bandiera) | Paesi Bassi (bandiera) | P.ti |

| Legenda | 1º posto        | 2º posto            | 3º posto           | A punti      | Senza punti        | Grassetto – Pole position Corsivo – Giro più veloce |
| Legenda | Gara non valida | Non qual./Non part. | Ritirato/Non class | Squalificato | '-' Dato non disp. | Grassetto – Pole position Corsivo – Giro più veloce |